# Ctenomys pundti
Ctenomys pundti és una espècie de mamífer rosegador de la família dels ctenòmids. És endèmic del sud de les províncies de Córdoba i San Luis (Argentina). El seu hàbitat natural és la pampa. Està amenaçat per la transformació del seu hàbitat en camps de conreu.
Aquest tàxon fou anomenat en honor de Moritz Pundt, propietari d'un gran terreny agrícola a l'Argentina que envià el crani d'una espècie nova de Ctenomys a Nehring.